# Aszr
Az aszr az iszlám hívők délutáni imája, a kötelező napi öt ima (szalát) közül a középső. A zuhr imát követi és az esti imát előzi meg.
Az öt ima együtt képezi az iszlám öt oszlopa közül az egyiket (a szunnita iszlámban), illetve a síita iszlám hit szerint az öt ima egyike a vallás tíz ágának.
A délutáni ima négy alapegység (raka) hosszúságú, és a muszlimok halkan imádkozzák. Utána tilos önkéntes imát végezni. Utazás közben két rakára rövidíthető. A Korán a 2:238-as fejezetben említi.

## A síita iszlámban
A napszakot, amelyen belül az Aszrt el kell mondani, a síiták a következő módon határozzák meg:
- A kezdete: amikor a déli imát elmondták.
- A vége: a napnyugta kezdete.

A hívők számára azonban az is fontos, hogy az imát mielőbb elmondják, amikor a megfelelő idő eljött. Ali ibn Abi Tálib, akit a síiták az első imámnak tartanak, a következő instrukciót adja kormányzóinak a délutáni imáról a Nahdzs al-Balága („Az ékesszólás útja”) című, neki tulajdonított ima- és levélgyűjteményben: „A délutáni imát addig lehet elmondani, amíg a nap még mindig ragyog és elég időd van, hogy a nap végéig még hat mérföldet megtegyél.”

## A szunnita iszlám szerint
A szunniták szerint elmondásának helyes idejét a következőképpen kell meghatározni:
- Az időszak kezdetéről eltér a hittudósok véleménye. A legtöbb szunnita tudós szerint akkor kezdődik, amikor az árnyék hossza megegyezik az árnyékadó test hosszával. Abu Hanífa, a hanafita madzhab alapítója szerint akkor kezdődik, amikor az árnyék hossza az árnyékadó test hosszúságának kétszerese.
- Ideje naplementekor ér véget. (Ebben egyetértés van a síitákkal.)

A szunniták szerint is fontos, hogy a hívők mielőbb imádkozzanak, ha a megfelelő időszak elkezdődött (kivéve az éjszakai imát, mivel a Szunna szerint azt előnyösebb kicsivel később elkezdeni).